# Tokyo Woman's Christian University
La Tokyo Woman's Christian University (東京女子大学, Tōkyō Joshi Daigaku), souvent abrégé Tonjo (東女, Tonjo) ou TWCU, est une université fondée en 1918 et établie à Tokyo, dans l'arrondissement de Suginami, au Japon.

## Anciennes étudiantes
- Sawako Ariyoshi[1]
- Michiko Nagai[2]